# Вбивця у спальному вагоні
«Вбивця у спальному вагоні» (фр. Compartiment tueurs) — французький кінофільм режисера Коста-Гавраса, що вийшов на екрани в 1965 році. Екранізація однойменного роману Себастьяна Жапрізо. Стрічка отримала премію Національної ради кінокритиків США за найкращий іноземний фільм, а також була номінована на премію Едгара Аллана По.

## Сюжет
Молодий хлопець Даніель (Жак Перрен) подорожує в Париж на поїзді без квитка. Ховаючись у туалеті від кондуктора, він знайомиться з дівчиною Бенжамін Бомба, або просто Бембі (Катрін Аллегре), яка запрошує його переночувати в купе, в якому вона їде, оскільки одна з полиць цього купе пустує. Між ними виникає романтичне почуття. Вранці пасажири залишають купе, не помічаючи, що одна з пасажирок, Жоржетт Тома (Паскаль Робертс), мертва. Поліція в особі комісара Граціані (Ів Монтан) і його помічника Жан-Лу (Клод Манн) починає розслідування, але для цього їм потрібно розшукати решту п'ятьох пасажирів, які їхали в купе разом з убитою.
Отримавши список пасажирів купе, поліція вважає головним підозрюваним 40-річного офісного службовця Рене Кабура (Мішель Пікколі), який одержимий хіттю і раніше вже притягався до відповідальності за те, що не міг контролювати свої плотські інстинкти. Він дійсно захопився Жоржетт в поїзді, трохи чіплявся до неї і підглядав за тим, як вона ворушить ногами на своїй полиці. Але не менший інтерес поліції викликає колишній коханець вбитої — Боб Васкі (Шарль Деннер), ексцентричний і неврівноважений чоловік. Також поліція шукає мадам Гароді, яка повинна була їхати в тому купе шостою.
У Парижі Бембі, яка оселилася на квартирі своєї кузини, запрошує Даніеля пожити з нею, і між ними починаються серйозні стосунки. Даніель розповідає Бембі, що він втік від батьків, що він бідний, і у нього навіть немає змінної білизни. Несподівано Даніель знаходить серед своїх речей гаманець однієї з пасажирок того купе, акторки Еліан Дарре (Симона Синьйоре), яка зі своєю собачкою поверталася зі зйомок телесеріалу. Гаманець потрапив у його валізу випадково, коли він залазив у темряві на вільну полку, і його валіза розкрилась. Даніель і Бембі вирішують знайти актрису і повернути їй її гаманець, але на сходах в під'їзді їх випереджає поліція, яка прибула, щоб допитати Еліан. Молоді люди вирішують почекати і, сховавшись поблизу, бачать, як з квартири актриси потайки вибирається її коханець Ерік (Жан-Луї Трентіньян), молодий лікар-ветеринар.
Тим часом хтось починає вбивати всіх пасажирів, які їхали в тому самому купе. Першою жертвою вбивці стає Рене Кабур, який отримує дві кулі в голову в туалеті спортивного комплексу, де проводилися боксерські поєдинки. Потім в ліфті свого під'їзду була застрелена Еліан Дарре, а пізніше ввечері неподалік від свого житла шістьма пострілами був убитий зразковий сім'янин Ріволані (Поль Павель). Вбивця в своїх діях явно випереджає поліцію, і в підсумку єдиною вижившою пасажиркою купе залишається Бембі. Поліція допитує Еріка, але у нього стовідсоткове алібі. Даніель також знаходить місце проживання Еріка і опускає гаманець актриси в його поштову скриньку, оскільки в гаманці лежить також лист Еліан, який вона написала своєму коханому в поїзді, але так і не відправила.
Слідство заплутується ще сильніше, коли, копаючись в минулому вбитої Жоржетт Тома, поліція з'ясовує, що у неї були численні інтимні зв'язки, і Боб Васкі — не єдиний її коханець. В касі Центрального вокзалу Жоржетт Тома купила одному зі своїх залицяльників квиток на паризьку лотерею за 700 франків. Інспектор вважає, що квиток міг бути супер-виграшним, і Жоржетт могли вбити через гроші. Потім поліція знаходить мадам Гароді (Таня Лопер), яка була відсутня в поїзді. Жінка зізналася, що на вокзалі у неї викупив квиток високий чоловік років 30. Також слідчі дізнаються, що у мадам Дарре був план виїхати з Еріком в Південну Африку, де він планував купити ферму і відкрити лабораторію для допомоги хворим тваринам. Для цієї мети вона нещодавно перевела на його рахунок 6 млн франків.
Наступного ранку Бембі йде на роботу, а Даніель, що залишився в її квартирі, помічає двох чоловіків, які підіймались по сходах і пошепки вирішували як їм краще вбити дівчину: отруїти отрутою або втопити в ванні. Він негайно дзвонить Бембі на роботу і радить їй сховатися в одному з готелів під вигаданим ім'ям, а потім телефонує в поліцію і повідомляє про це інспекторові Жан-Лу. Через якийсь час поліція вривається в готель, знаходить Бембі і бере її під охорону. В сусідньому номері з нею інспектор Граціані виявляє Еріка, який зізнається, що допомагав убивці, що втягнув його в цю справу. Все було сплановано з метою вбити актрису Дарре і отримати гроші. План вбивці був наступний: вбити в поїзді якусь жертву, яка їхала в одному купе з актрисою, а потім вбивати всіх інших, нібито усуваючи свідків, в тому числі і Дарре.
В останній момент інспектор Граціані і Бембі розуміють, хто справжній вбивця, і що наступним трупом може стати Даніель…

## У головних ролях
- Ів Монтан — інспектор Граціані
- Клод Манн — інспектор Жан-Лу
- П'єр Монді — комісар Таркен
- Жак Перрен — Даніель
- Катрін Аллегре — Бембі (Бенжамін Бомба), пасажирка купе, полиця середня ліворуч
- Таня Лопер — мадам Гароді, пасажирка, яка була відсутня в поїзді, полиця верхня ліворуч
- Мішель Пікколі — Рене Кабур, пасажир купе, полиця нижня ліворуч
- Поль Павель — Ріволані, пасажир купе, полиця верхня праворуч
- Паскаль Робертс — Жоржетт Тома, вбита пасажирка купе, полиця середня праворуч
- Симона Синьйоре — акторка Еліан Дарре, пасажирка купе, полиця нижня праворуч
- Жан-Луї Трентіньян — Ерік Гранден, коханець Еліан Дарре
- Шарль Деннер — Боб Васкі, коханець Жоржетт Тома
- Бернадетт Лафон — сестра Жоржета